# Muhammed Akinci
Muhammed Akinci (født 20. april 1983) er en dansk tidligere fodboldspiller.

## Karriere
Han debuterede for Silkeborg IF imod Aarhus Gymnastikforening,  i 2004/05 startede Akinci 26 ligakampe for klubben og blev betragtet som en af de bedste unge spillere i den danske Superliga på det tidspunkt.  I 2007 skrev han under for Konyaspor i Tyrkiet og sagde, at "det er en kæmpe forskel fra tiden i Silkeborg. Det er slet ikke det samme som i Danmark. Jeg kan sagtens mærke, at jeg er kommet til en større klub med tilskuerne. og de forventninger, der er til os."  Akinci levede dog i Tyrkiet, hvilket holdt ham ude af spillet, inden han tog til danske tredjedivisionsklub Jammerbugt. 